# Rudolf Doerfel
Rudolf Doerfel (* 18. April 1855 in Großbetschkerek; † 7. Oktober 1938 in Prag) war ein österreichischer Ingenieur und Hochschullehrer.

## Leben
Rudolf Doerfel wurde als Sohn eines höheren österreichischen Beamten in Großbetschkerek geboren. Familiär stammten sowohl seine Mutter als auch sein Vater aus dem Sudetenland. Er besuchte das Piaristengymnasium in Großbetschkerek, dann von 1866 bis 1870 die deutsche Ober-Realschule in Prag. Von 1870 bis 1875 studierte er an der Deutschen Technischen Hochschule Prag sowohl im Bereich Bauingenieurwesen als auch im Bereich Maschinenwesen. Nach dem Studium diente er als Einjährig-Freiwilliger und wurde Leutnant im Ersten Österreichischen Genie-Regiment. Im Anschluss an den Militärdienst arbeitete er als Maschineningenieur bei der k.k. privilegierten Staatseisenbahn-Gesellschaft und der Prager Maschinenbau-Aktiengesellschaft vormals Ruston & Co. Anfang 1878 wurde Doerfel Assistent an der Deutschen Technischen Hochschule Prag, wo er sich noch im selben Jahr für allgemeine Maschinenkunde habilitierte. 1883 wurde er außerordentlicher Professor und 1890 ordentlicher Professor. Dort lehrte er bis zu seinem 80. Lebensjahr. Rufe der Hochschulen TH Berlin, TH Karlsruhe und Wien lehnte er ab. 1906 konnte er als erster österreichischer Hochschullehrer ein Maschinenbau-Laboratorium eröffnen. Er war viele Jahrzehnte Vorsitzender der Prüfungskommission der Maschinenbauabteilung.
Rudolf Doerfel war Mitglied des Vereins Deutscher Ingenieure (VDI). Dort hatte er den Vorsitz des Ausschusses für die Neuaufstellung von Regeln für die Leistungsversuche an Dampfkesseln und Dampfmaschinen inne. 1895 wurde er Mitglied der Gesellschaft zur Förderung deutscher Wissenschaft, Kunst und Literatur in Böhmen, 1924 Mitglied der Deutschen Gesellschaft der Wissenschaften und Künste für die Tschechoslowakische Republik. Von 1907 bis 1912 war er Obmann des Deutschen polytechnischen Vereins in Böhmen.
Rudolf Doerfel heiratete 1883 Ida, geborene Turezky, mit der er zwei Söhne und eine Tochter hatte.

## Ehrungen
1895 wurde Rudolf Doerfel zum Rektor der Deutschen Technischen Hochschule Prag gewählt. 1901 ernannte ihn die österreichische Regierung, die ihm auch den Orden der Eisernen Krone III. Klasse verliehen hatte, zum k. k. Hofrat. 1904 erhielt er das Komturkreuz des Franz-Joseph-Ordens. 1912 wurde er Mitglied des Herrenhauses. 1931 ernannte der VDI Rudolf Doerfel zu seinem Ehrenmitglied. 1935 verlieh ihm der Österreichische Ingenieur- und Architekten-Verein die goldene Ehrenmünze. Er wurde als ordentliches Mitglied der Deutschen Gesellschaft der Wissenschaften und Künste in Prag aufgenommen. Er erhielt von seiner eigenen Hochschule das technische Ehrendoktorat und war Ehrendoktor der Ingenieurwissenschaften der Technischen Hochschule Stuttgart. Ein Studentenheim, das Rzach-Doerfel-Heim, wurde nach ihm benannt.